# Национално знаме на Украйна
Националното знаме на Украйна се състои от две еднакви хоризонтални цветни полета, синьо и жълто в този ред от горе надолу. То представлява синьото небе и житните поля на Украйна.

## История
През 1918 г., синьо-жълт флаг е приет за официален символ на новосъздадената Украинска народна република. След приемането на Украйна в състава на СССР, това знаме не се използва. То е прието отново за официално след обявяването на независимостта на страната през 1992 г.

## Знаме през годините
- (1917 – 1921)
- (1921 – 1929)
- (1929 – 1937)
- (1937 – 1949)
- (1949 – 1991)
- (1991 – 1992)
- (1992 – )